# Menhir de Goémorent
Le menhir de Goémorent est un menhir situé à Locmariaquer dans le Morbihan, en France.

## Caractéristiques
Le menhir est situé  sur l'estran de la pointe de Kerpenhir, près de parcs à huitres, à 190 m de la bouée de Goémorent marquant l'entrée du golfe du Morbihan : il est donc généralement immergé et n'est découvert que lors des grandes marées. Les alignements de Kerpenhir 1 débutent au sud à une quinzaine de mètres. Le menhir de Men Letionec, survivant d'un ancien alignement, est distant de 285 m au sud-ouest, sur la terre ferme.
Il s'agit d'une stèle d'orthogneiss assez grande (6,5 m de long pour 2 m de large et 0,8 m d'épaisseur), gisant couchée dans une direction nord-est/sud-ouest.

## Historique
Le menhir a probablement été érigé au Néolithique, il y a 6 500 ans, et était alors vraisemblablement situé sur la terre ferme : en 5 000 ans, le niveau moyen de la mer a simplement monté jusqu'à 8 m dans le golfe du Morbihan.
Le menhir de Goémorent est inscrit au titre des monuments historiques le 24 juillet 2023, avec les alignements de Kerpenhir et de Men Letionec. Depuis 2025, il forme un site des mégalithes de Carnac et des rives du Morbihan, bien inscrit au patrimoine mondial.